# I Think I Love You
«I think i love you» es un sencillo de 1970 interpretado por The Partridge Family junto a David Cassidy y compuesto por el compositor Tony Romeo. La canción fue publicada al mismo tiempo que el primer episodio de la serie de televisión The Partridge Family. Durante la primera temporada de la serie la canción fue interpretada dos veces ya que escaló posiciones en la lista Billborad. La canción finalmente alcanzó el puesto número uno en la lista Billboard pop singles y en Canadá en la lista RPM 100 national top single chart en noviembre de ese año además de alcanzar el mismo puesto en Australia y Nueva Zelanda en 1971.
Los únicos miembros de la serie que realmente participaron en la grabación de la canción fueron David Cassidy y Shirley Jones. La música de la canción fue interpretada por músicos veteranos de estudio como Hall Blaine, Larry Knetchel, Joe Osborne. Loui Shelton, Tommy Tedesco y otros.

## Versiones del tema
El 25 de noviembre de 1970, «I think I love you» fue grabada por Perry Como, con la orquesta de Nick Perito, en International Hotel en Las Vegas. La canción fue publicada por RCA Victor Records en un álbum, It's impossible, en diciembre de 1970. RCA lanzó el álbum también en un EP en México en 1971. Andy Williams lanzó su versión en 1971 en Love story. También fue lanzado en The very best of Andy Williams en 2009.  
En 1971, Georges Guétary publicó una versión en francés titulada «Papa je t'aime» (Papá te quiero); esta versión es un tributo al padre de un hijo, no como la versión original.
En 1974, Betty Chung (鍾玲玲), una cantante de Hong Kong, realizó una versión en su álbum Betty Chung.
En 1991, la banda de rock alternativo Voice of the Beehive realizó una versión en su álbm Honey lingers. Se publicó como sencillo en Reino Unido alcanzando allí el puesto número veinticinco.
En 1992, el grupo Nice & Smooth utilizó la introducción de la canción en su canción «Hip hop junkies».
El grupo de Florida Less Than Jake hizo una versión de la canción y su versión fue incluida en la banda sonora de la película de 1997 Scream 2.
Clam Abuse versionó la canción y la incluyó como primer corte en su álbum de debut Stop thinking en 1999. Un relanzamiento posterior contuvo también una remezcla de la canción versionada.
La cantante de pop estadounidense Kaci publicó su versión como sencillo en 2002 alcanzando el puesto diez en la lista UK singles chart.
En 2002, Katie Cassidy volvió a grabar el éxito de su padre. Tenía quince años en ese momento —cinco años menos que su padre cuando realizó la grabación—.
Paul Westerberg la versionó en 2004, y en 2005, como hicieron Constantine Maroulis y Katie Cassidy. Una sección de la canción aparece aproximadamente al final de la publicación de Westerberg 49:00 en 2008.
El propio David Cassidy realizó una versión soul de la canción en 2003 para el álbum Touch of blue.
Declan Galbraith versionó la canción en el 2007 en su álbum You and me.
Tenacious D grabó una versión rock en 2020, dicha versión fue parte del soundtrack de la película de animación The Croods: A New Age.

Uff, un grupo venezolano hizo su propia adaptación al español con el título "creo que te amo", sencillo que salió en el disco YA LO VEZ en el año 2000.  Está versión cautivo a los jóvenes de esa época pues está agrupación estaba dentro de la favoritos.